# Kurîlivka, Volociîsk
Kurîlivka (în ucraineană Курилівка) este o comună în raionul Volociîsk, regiunea Hmelnîțkîi, Ucraina, formată numai din satul de reședință.

## Demografie
Componența lingvistică a comunei Kurîlivka
     Ucraineană (98,32%)
     Rusă (1,38%)
     Alte limbi (0,15%)
Conform recensământului din 2001, majoritatea populației comunei Kurîlivka era vorbitoare de ucraineană (98,32%), existând în minoritate și vorbitori de rusă (1,38%).